# Кожманешти (Горж)
Кожманешти (рум. Cojmănești) насеље је у Румунији у округу Горж у општини Сливилешти. Oпштина се налази на надморској висини од 227 m.

## Становништво
Према подацима из 2002. године у насељу је живело 478 становника, од којих су сви румунске националности.